# Gustav III's Antikmuseum
Gustav III's Antikmuseum (pol. Muzeum starożytności Gustawa III) – muzeum znajdujące się w Pałacu Królewskim w Sztokholmie. Zgromadzono w nim przedmioty i dzieła starożytności.
Muzeum powstało w 1794 roku dla uczczenia pamięci zamordowanego króla Gustawa III. Początkowo było w nim około 200 eksponatów przywiezionych przez króla z podróży do Włoch. W 1866 kolekcję przeniesiono do Muzeum Narodowego, ale w latach 80. XX wieku kolekcja wróciła na pierwotne miejsce.
Najbardziej znanymi obiektami są posąg Endymiona oraz dzieło Johana Tobiasa Sergela – rzeźba Kapłanka.